# Kvarndammen (Karlstorps socken, Småland)
Kvarndammen är en sjö i Vetlanda kommun i Småland och ingår i Emåns huvudavrinningsområde.